# Máfia do PayPal
Máfia do PayPal (em inglês, PayPal Mafia) é um grupo de antigos empregados e fundadores da PayPal, que desde então fundaram e desenvolveram mais empresas de tecnologia, tais como Tesla, LinkedIn, Palantir Technologies, SpaceX, YouTube, Yelp e Yammer. A maioria dos membros frequentou a Universidade Stanford ou a Universidade de Illinois em Urbana-Champaign. São ou foram membros da PayPal Máfia: Andrew McCormack, David O. Sacks, Elon Musk, Jawed Karim, Jeremy Stoppelman, Keith Rabois, Ken Howery, Luke Nosek, Max Levchin, Peter Thiel, Premal Shah, Reid Hoffman, Roelof Botha e Russel Simmons.

## História
Originalmente, PayPal era um serviço de transferência de dinheiro oferecido por uma empresa chamada Confinity, que foi comprada pela X.com em 1999. Foi rebatizada como PayPal e comprada pelo eBay em 2002. Os empregados originais da PayPal tiveram dificuldade em ajustar-se com a cultura coorporativa mais tradicional do eBay e em quatro anos, todos com exceção de 12 dos primeiros 50 empregados haviam saído. Eles continuaram conectados como conhecidos sociais e de negócios, e alguns deles trabalharam juntos para formar novas empresas, nos anos subsequentes. Esses egressos da PayPal tornaram-se tão prolíficos que cunharam o termo "Máfia do PayPal". O termo ganhou ainda maior exposição quando um artigo de 2007 na revista Fortune usou a frase em sua manchete e apresentou uma foto dos antigos empregados da PayPal trajados como gangsteres.

## Legado
A Máfia do PayPal é muitas vezes creditada por inspirar o ressurgimento de empresas de consumo online após a Bolha da Internet de 2001. O fenômeno da Máfia do PayPal tem sido comparado com a fundação da Intel no fim dos anos 60 por engenheiros que antes haviam fundado a Fairchild Semiconductor após deixarem a Shockley Semiconductor. Eles são discutidos no livro Once You're Lucky, Twice You're Good de Sarah Lacy. De acordo com Lacy, o processo de seleção e aprendizado técnico no PayPal teve um papel, mas o fator principal do sucesso futuro deles foi a confiança que lá ganharam. Seu sucesso tem sido atribuído graças à juventude; a infraestrutura física, cultural e econômica do Vale do Silício; e a diversidade de suas habilidades. Os fundadores da PayPal encorajaram a formação de laços sociais fortes entre seus empregados e muitos deles continuaram a confiar e apoiar em ao outro após deixarem a PayPal. Um ambiente intensamente competitivo e uma luta compartilhada para manter a empresa solvente apesar de muitos problemas também contribuíram com uma camaradagem forte e duradora entre os antigos empregados.

## Membros
Individuais que a mídia refere-se como membros da Máfia do PayPal incluem:
- Peter Thiel, fundador da PayPal e antigo CEO que às vezes é referido como sendo o "don" da Máfia do PayPal[5]
- Max Levchin, Fundador e Diretor técnico da PayPal, às vezes chamado de "Consigliere" da Máfia do PayPal[4][12]
- Elon Musk, é fundador da X.com, a qual comprou a empresa Confinity. Musk depois cofundou a Tesla, SpaceX, OpenAI, The Boring Company e é presidente da SolarCity[3][8][13]
- David O. Sacks, antigo COO da PayPal que depois fundou Geni.com e Yammer[3]
- Scott Banister, antigo CTO da Ironport e membro do conselho da PayPal[14]
- Roelof Botha, antigo CFO da PayPal que depois tornou-se parceiro da empresa de capital de risco Sequoia Capital[15]
- Steve Chen, antigo engenheiro da PayPal que depois cofundou o YouTube.[16]
- David Gausebeck, antigo Arquiteto Técnico da PayPal, cocriador do teste Gausebeck-Levchin, cofundador da Matterport Inc., uma empresa de modelagem 3D.[17]
- Reid Hoffman, antigo vice-presidente executivo que depois fundou a LinkedIn e foi um investidor inicial do Facebook, Aviary,[18] Friendster, Six Apart, Zynga, IronPort, Flickr, Digg, Grockit, Ping.fm, Nanosolar, Care.com, Knewton, Kongregate, Last.fm, Ning, e Technorati[3][19][20]
- Ken Howery, antigo CFO da PayPal que se tornou um parceiro do Founders Fund[21]
- Chad Hurley, antigo web designer da PayPal que co-fundou o YouTube[8]
- Eric M. Jackson, que escreveu o livro The PayPal Wars, tornou-se CEO do WND Books  e co-fundou o CapLinked.[22]
- Jawed Karim, antigo engenheiro do PayPal que co-fundou o YouTube.[15]
- Rod D. Martin, antigo conselheiro espacial para o CEO Peter Thiel cujo 10X Capital comprou Galectin Therapeutics em 2009 e fundou Advanced Search Laboratories em  2012.[23]
- Dave McClure, um antigo diretor de marketing da PayPal, um investidor Super anjo para startups[24] e fundador do 500 Startups que conseguiu mais de 500 investimentos.[25]
- Andrew McCormack, co-fondador do Valar Ventures[26][15]
- Luke Nosek, co-ffundador do PayPal e ex-vice-presidente de marketing e estratégia, tornou-se parceiro do Founders Fund com Peter Thiel e Ken Howery[27]
- Jason Portnoy, ex-vice-presidente de planejamento financeiro e análise que depois tornou-se CFO do Clarium Capital do Peter Thiel, CFO no Palantir Technologies e parceiro fundador no Subtraction Capital.
- Keith Rabois, um ex-executivo do PayPal que depois trabalhou no LinkedIn, Slide, Square e atualmente no Khosla Ventures. Pessoalmente investiu no Tokbox, Xoom, Slide, LinkedIn, Geni, Room 9 Entertainment, YouTube, e Yelp.[15]
- Jack Selby, ex-vice-presidente de desenvolvimento corporativo e internacional na PayPal que co-fundou Clarium Capital com Peter Thiel, depois tornando-se Diretor Geral do Grandmaster Capital Management.[28]
- Premal Shah, ex-diretor de produto da PayPal, tornou-se presidente fundador da Kiva.org.[4]
- Russel Simmons, ex-engenheiro da PayPal que co-fundou Yelp Inc.[15]
- Jeremy Stoppelman, ex-vice-presidente de tecnologia na PayPal que depois co-fundou Yelp, Inc.[3][5][7][29][30]
- Yishan Wong, um ex-gerente de engenharia na PayPal que depois trabalhou no Facebook e tornou-se CEO do Reddit.[31]